# 偉大的隱藏者
《偉大的隱藏者》（韓語：은밀하게 위대하게）為一部韓國電影，根據獲得韓國Contents Award文化體育觀光部長官獎的同名網路漫畫改編而成。該片導演為張哲秀（所執導的《金福南殺人事件始末》曾受邀參加第63届戛纳电影节），於2012年10月17日正式開拍，經過五個月的拍攝後，於2013年6月5日上映，其後自8月5日開始在韩國上映《偉大的隱藏者》加長剪輯版。台灣OTT平台LiTV 線上影視上架。

## 概要
《偉大的隱藏者》是根據2010年漫畫家Hun的同名網絡漫畫改編而成，以潛伏在首爾貧民區的北韓精英部隊間諜“人體兵器”元流煥（金秀賢飾）為主角，講述了他在和善良熱心的鄰居們接觸的過程中，逐漸對自己的信念產生質疑，並由此引發的一系列故事。演繹《擁抱太陽的月亮》及《神偷大劫案》等作品人氣節節攀升的金秀賢，在此片中同時演繹可愛的“村裡傻子”與魄力十足的“冷酷間諜”兩個面貌。

## 劇情
元流煥接受代號“赤壁花”的潛行任務，潛入京畿道富川市的月亮村（即城中村），在當地與村民們打成一片，並暗中收集南韓民眾的政治軍事傾向及理念，向北韓進行匯報。元流煥作為間諜活動的最大原因除了是對祖國的忠誠，也是為了守護身在祖國自己母親的安全。因長時間的南韓生活及善良熱心的鄰居，讓他逐漸對自己的信念產生質疑。
元流煥與化身為吉他手並成為偶像歌手培訓生的黑龍組第三代組長李海浪（朴基雄飾）以及五星組第四代組長李海真（李玹雨飾）是影片中的三名花美男間諜，而他正是三人組中的領袖式人物。影片主要講述以元流煥為首的南派間諜花美男三人組潛伏的經歷，以及他們被祖國拋棄後所發生的一系列故事。

## 演員

### 主要角色
- 金秀賢 飾 元流煥／邦東九（少年：宋準英）（粵語配音：張裕東）
24歲。北韓間諜，五星組第三任組長，階級少校。
- 朴基雄 飾 李海浪／金敏秀（粵語配音：李鎮然）
24歲。北韓間諜，黑龍組第三任組長。
- 李玹雨 飾 李海真（粵語配音：李凱傑）
18歲。北韓間諜，五星組第四任組長。

### 其他角色
- 孫賢周 飾 金泰源（粵語配音：潘文柏）
北韓南派特殊部隊首席教官
- 朴惠淑 飾 全順林（粵語配音：袁淑珍）
月亮村村民，便利店超級奶奶。
- 金成均 飾 徐秀赫（粵語配音：曹啟謙）
南韓國情要員
- 高昌錫 飾 徐尚久（粵語配音：陳永信）
北韓間諜，階級少尉，金日成大學教授，偽裝成郵差在韓國待16年。
- 張光 飾 高九英（粵語配音：張炳強）
月亮村村民，村中首富。
- 朴恩斌 飾 尹俞丹（粵語配音：凌晞）
月亮村村民，元流煥暗戀對象。
- 李彩英 飾 Ran（粵語配音：張頌欣）
月亮村村民，Jazz歌手。
- 崔宇植 飾 尹俞俊（粵語配音：黃積權）
月亮村村民，尹俞丹的弟弟。
- 洪景仁 飾 曹斗錫（粵語配音：劉奕希）
月亮村村民，超級奶奶的兒子。
- 申正根 飾 木工廠大叔（粵語配音：招世亮）
- 李妍京 飾 月亮村村民（粵語配音：陸惠玲）
- 具承賢 飾 月亮村小孩（粵語配音：林元春）
- 赵英镇 飾 金熙官，前朝鲜军事局长
- 高仁范
- 金范来
- 嚴泰九 飾 金泰源手下

## 制作
通過《新娘面具》而逐漸走紅的朴基雄也參與此片，演繹金秀賢的天敵兼好友李海浪角色。朴基雄在片中與《新娘面具》中陰沉性格完全相反，演繹擁有調皮且自由奔放的個性。通過《致美麗的你》中飾演車恩傑，而惹人愛的李玹雨出演偽裝成花美男高中生的原則主義者間諜李海真角色。
演繹《追蹟者》而人氣高漲的孫賢周飾演片中元流煥、李海浪等人所屬特殊部隊的首席教官金泰源角色，將展現冷酷魅力及動作戲。性感美女李彩英及清純美女朴恩玭等眾星也共同參與為影片增加了更多看點。
另外，憑藉《與犯罪的戰爭》、《鄰居》、《577計劃》等一系列票房熱賣的電影被選為2012年電影界最受矚目的演技派新人演員金成均也會以南韓國家情報員北韓隊長徐秀赫的身份亮相，以冷靜理智且敏銳的面貌和北韓間諜形成緊張感十足的對決。

### 拍攝過程
2013年3月8日，《偉大的隱藏者》歷時五個多月、經過86次的拍攝後正式殺青本。該片改編自被網友稱為“死前必看連載漫畫”、累計點擊率超過4,000萬次的同名網絡連載漫畫《偉大的隱藏者》，因金秀賢、李玹雨、朴基雄等當紅男星主演而備受期待。
電影的殺青戲為在影片主要背景－某貧民區的小巷子裡，東九（金秀賢飾）和海真（李玹雨飾）隱藏起來偷偷注視著某處的場景。

## 發行
《偉大的隱藏者》2013年4月17日首次公開預告片後，立刻佔領韓國門戶網站搜索語第一位，僅過一天視頻點擊率就達到了63萬，創下了歷史最高紀錄。比《傳說的拳頭》（20萬2717）、《新世界》（19萬512）等上半年最大話題作預告的一日點擊率高了三倍，與好萊塢大片《鋼鐵俠3》的特別影像一日點擊率（20萬6833）相比也是壓倒性的高數值。還有和千萬電影《七號房的禮物》（41萬2408）、《神偷大劫案》（41萬4256）、《光海，成為王的男人》（23萬5594）等電影預告的網站點擊率相比，《偉大的隱藏者》的高點擊率同樣受人關注。(此紀錄於2015年4月23日，被發布先行預告片後首日即突破100萬點擊率的《延坪海戰》所打破。)

## 票房
- 最高首映前預售紀錄（31萬人次）
- 最高首映前預售率紀錄（83.6%）
- 最高首日票房紀錄（49萬人次）
- 最高單日票房紀錄（91萬人次）
- 最高首周末票房紀錄（206萬人次）
- 最高首周票房紀錄（349萬人次）
- 最快過100萬人次紀錄（36小時）
- 最快過200萬人次紀錄（72小時）
- 最快過300萬人次紀錄（5天）
- 最快過400萬人次紀錄（8天）
- 最高票房網絡漫畫改編電影（6,961,534人次(連加張版)－截止2013年8月11日）

### 情況
由金秀賢、朴基雄、李玹雨主演，根據人氣網絡漫畫改編而成的韓國新片《偉大的隱藏者》預售率超越人氣影片《神偷大劫案》，成為了韓國票房史上預售率最高的影片（2017年7月24日被 軍艦島  打破）。
5月27日舉行的《偉大的隱藏者》發布會和VIP試映會，以及3千多名大規模試映會後反響十分火爆，好評連連。憑藉良好的口碑上映兩天前預售率便高達80%，創下韓國票房史上預售率最高的記錄。而且上映前一天預售觀影數突破18萬多名，再一次刷新記錄。比起去年共動員12萬多名觀眾的《神偷大劫案》，預售量足足高出6萬多名。
- 5月29日預售開始一分鐘便全部售馨。
- 6月24日，觀影人數66,246人仍居次席，累積人數6,242,410人。當日票房照例縮水。6月25日屏幕數609佔比19.3%，共放映2,872場，上座率14.0%。目前預售榜依舊位居前三。
- 發行商SHOWBOX MEDIAPLEX透露，電影《偉大的隱藏者》6月6日中午12時觀影人次突破100萬，這是韓國電影歷史最短記錄。

首日動員約50萬名觀眾的《偉大的隱藏者》上映第二天6月6日累計觀眾數達到101萬1025人。
- SHOWBOX方面表示：“顯忠日家庭單位的觀眾來到劇場，以及金秀賢、朴基雄、李玹雨的明星效應產生作用，具有累計點擊量3億次、2000萬名讀者的原作漫畫粉絲也為票房貢獻了力量。”

另外約定突破100萬就表演“Gwiyomi”的金秀賢何時履行公約也受到關注。
- 據韓國《亞洲經濟》報導，6月16日，根據電影《偉大的隱藏者》的出品方SHOWBOX所提供的數據統計，影片在上映12天后，票房持續升溫， 截止到6月16日韓國時間上午9時30分，觀影人數已突破500萬。
- 目前在韓國各大影院中，6月13日起上映的好萊塢大片《超人：鋼鐵之軀》顯然成為了《偉大的隱藏者》的強有力競爭者。據悉，《超人：鋼鐵之軀》在15日的Boxoffice電影榜上超越《偉大的隱藏者》而佔據了首位。該片的漫畫原著作家崔鐘勳(Hun)曾於4月份的電影宣傳會上表示：“如果電影的觀影人數能超過500萬，將會推出漫畫的續作。”這次觀影人數的達成，也使粉絲及觀眾對續作充滿了期待。

## 電影主題曲
《青春禮讚》，主唱：李玹雨，作詞： Kim Chang Rak、李玹雨，作曲： Kim Chang Rak

## 提名及獲獎列表
| 年份 | 颁奖礼                     | 奖项                   | 入围者           | 结果 |
| ---- | -------------------------- | ---------------------- | ---------------- | ---- |
| 2013 | 第12屆紐約亞洲電影節       | 焦點影片               | 《偉大的隱藏者》 | 獲獎 |
| 2013 | 第17屆富川國際奇幻電影節   | 觀眾選擇獎             | 《偉大的隱藏者》 | 獲獎 |
| 2013 | 第17屆富川國際奇幻電影節   | Fantasia Award         | 金秀賢           | 獲獎 |
| 2013 | 第7屆Mnet 20's Choice      | 電影男明星獎           | 金秀賢           | 提名 |
| 2013 | 第22屆釜日電影獎           | 男子新人演技獎         | 李玹雨           | 提名 |
| 2013 | 第22屆釜日電影獎           | 女子配角獎             | 樸惠淑           | 提名 |
| 2013 | 第50屆韓國電影大鐘獎       | 新人男演員獎           | 金秀賢           | 獲獎 |
| 2013 | 第33屆韓國電影評論家協會獎 | 新人男演員獎           | 金秀賢           | 提名 |
| 2013 | 第34屆韓國青龍電影節       | 新人男演員獎           | 李玹雨           | 提名 |
| 2013 | 第21屆韓國文化演藝大獎     | 最佳影片獎             | 《偉大的隱藏者》 | 提名 |
| 2013 | 第21屆韓國文化演藝大獎     | 男子最優秀演技獎       | 金秀賢           | 提名 |
| 2013 | 第3屆韓國韓流大獎          | 大眾文化大獎(電影部門) | 《偉大的隱藏者》 | 提名 |
| 2014 | 第50屆百想藝術大賞         | 男子新人演技獎         | 金秀賢           | 獲獎 |
| 2014 | 第50屆百想藝術大賞         | 男子人氣獎             | 金秀賢           | 獲獎 |
| 2014 | 第50屆百想藝術大賞         | 男子人氣獎             | 李玹雨           | 提名 |
| 2014 | 第16届首爾國際青少年電影節 | 最佳青少年演員獎       | 李玹雨           | 提名 |